# 裸体艺术摄影

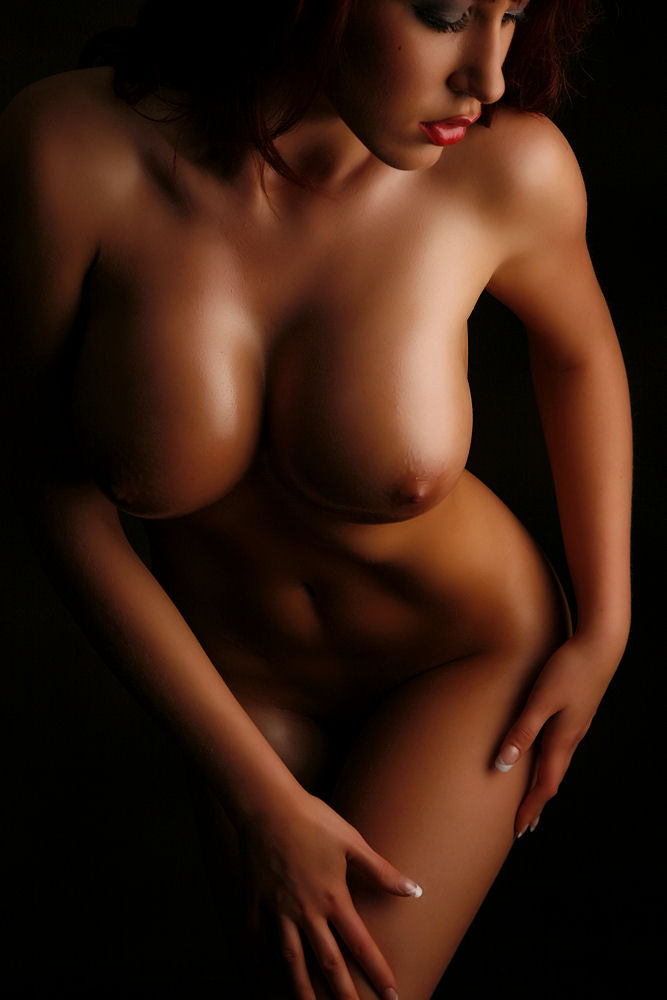
裸体艺术摄影

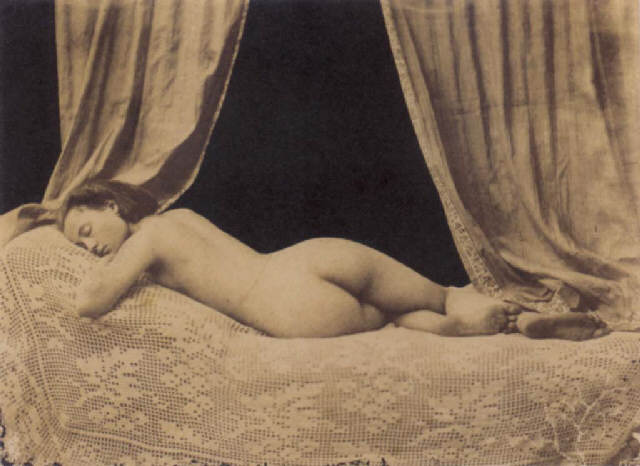
19世纪50年代早期菲利克斯·雅克·牟林的裸体摄影。

裸体艺术摄影是指展示裸体人体的艺术摄影，屬於裸体摄影。裸体艺术摄影与包含性暗示的色情摄影有所不同，同时与凸显模特性感的魅力摄影也不相同，并且将对待模特作为主要议题。
许多摄影师认为一张裸体艺术摄影应该是对于人体的研究，而非对于人物。一张人物摄影意味着是人物的肖像，而裸体摄影則意味着展現人体，以展示人體身軀或特定身體部位做為藝術主題，因此许多主题根本不完全展示人物的面部。裸体艺术摄影通常不是一张快照，而是人物在某种特定姿势下静态的图像。作为一种艺术形式，裸体艺术摄影是将人体身材的线条、外形作为主题的一种非寫實的展示。摄影师有时会用极端的光与影、油润的皮肤，或讓影子映在身上来表现身体的文质和结构。
早期的摄影师经常会拍摄女性裸体，例如菲利克斯·雅克·牟林，更多的像爱德华·韦斯顿、露丝·伯恩哈德和杰瑞·艾文诶姆，比起一件艺术品更喜欢拍摄一个身体的线条。他们引进了油画中的术语“艺术裸体”和“形体裸体”，来避免他们的作品被认为暗含淫秽或色情。

### 其他裸體攝影圖例

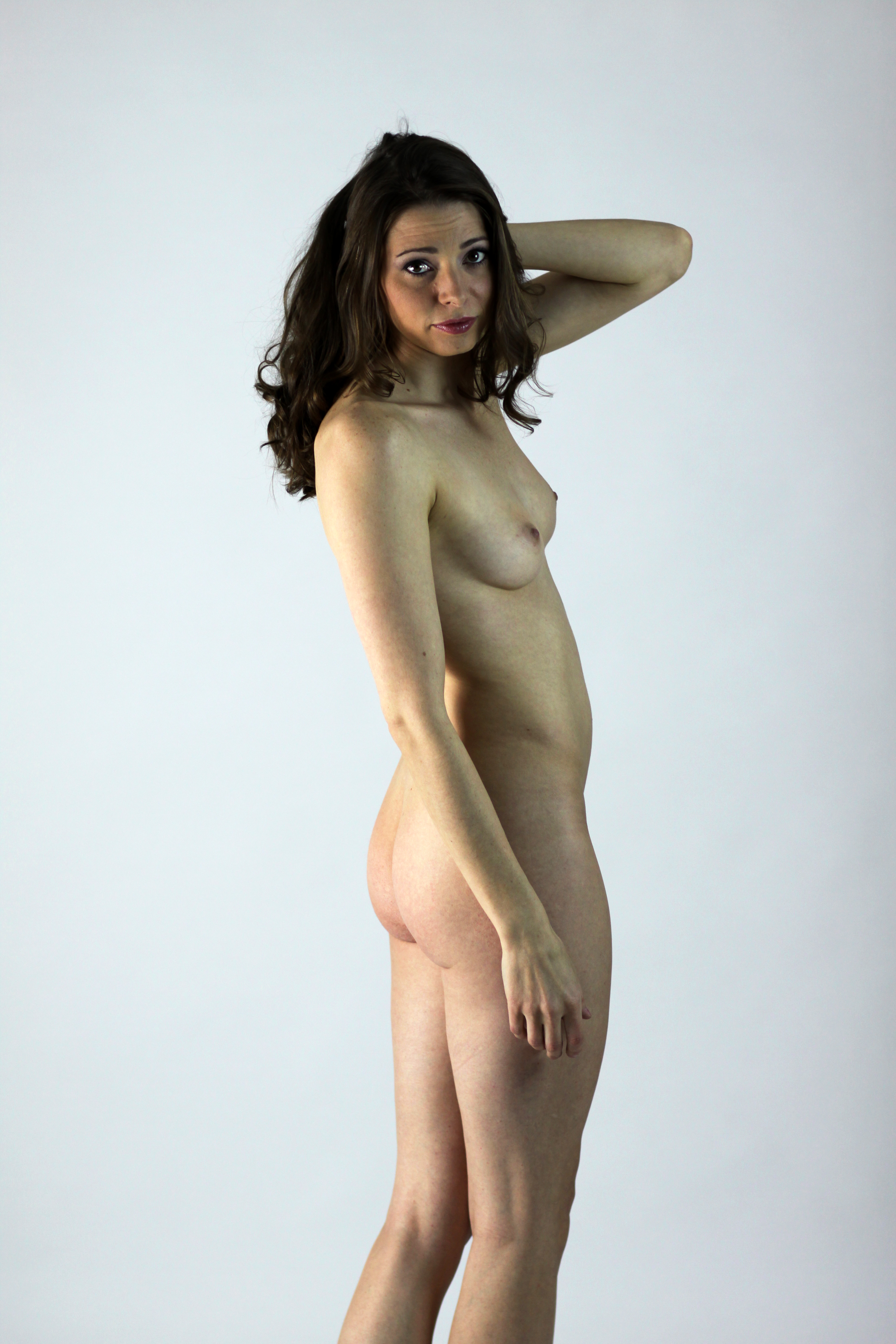
女性裸体
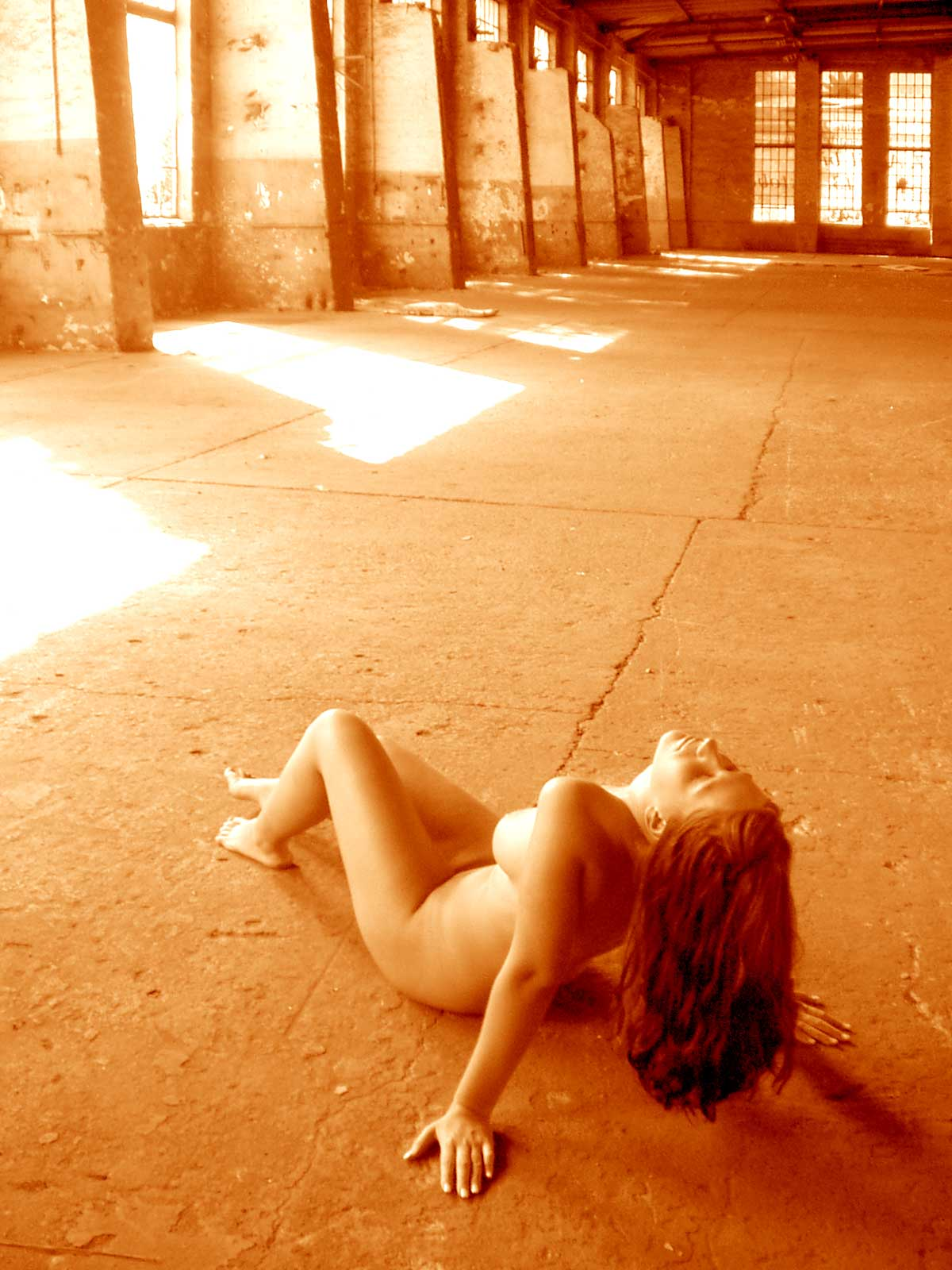
一个裸体女性的艺术照片
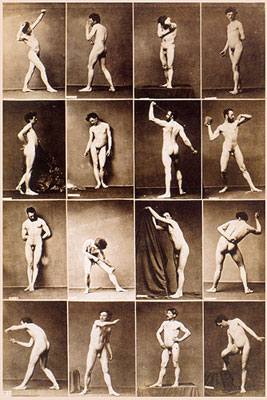
男性裸体（19世纪末）
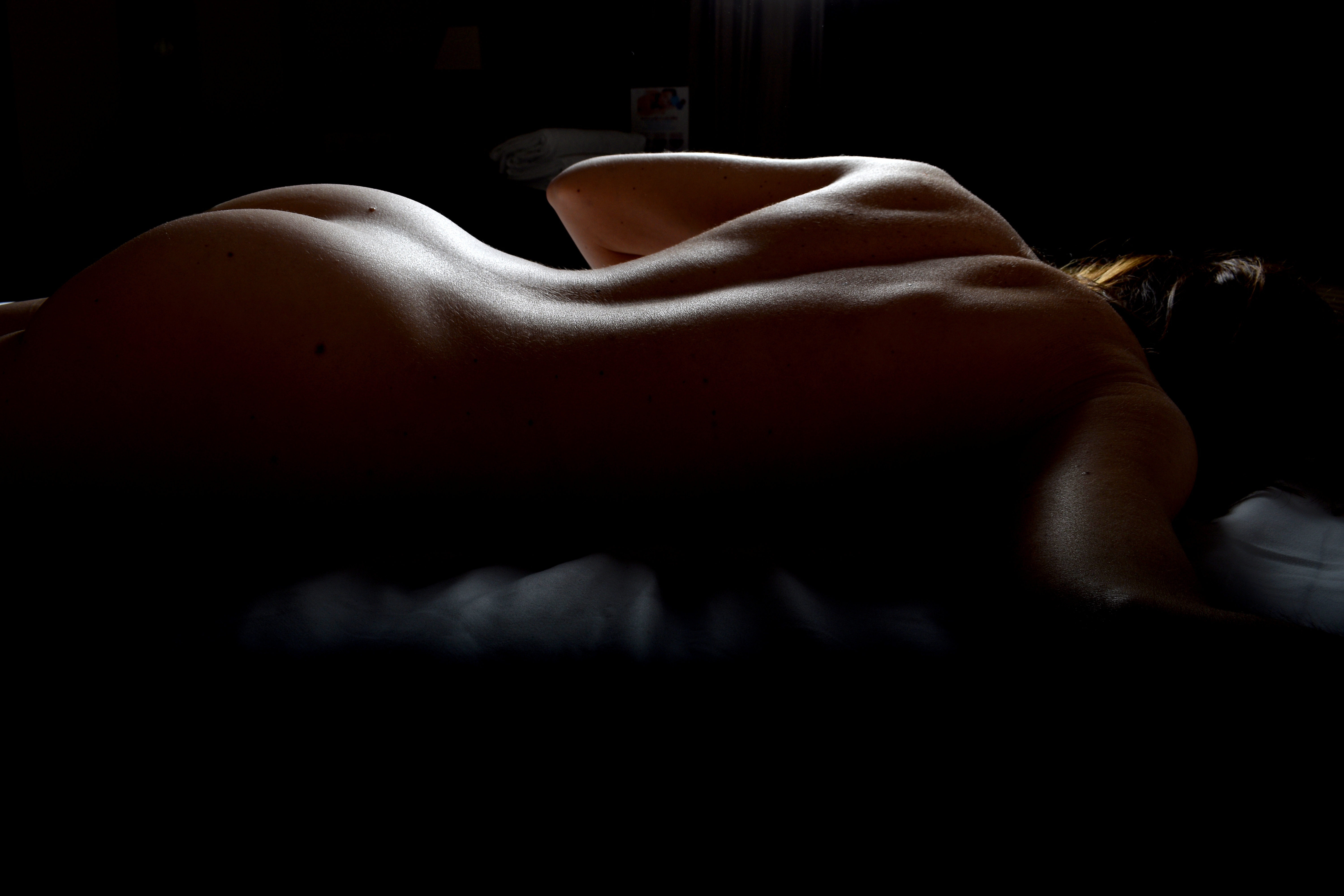
女性的身体景观。
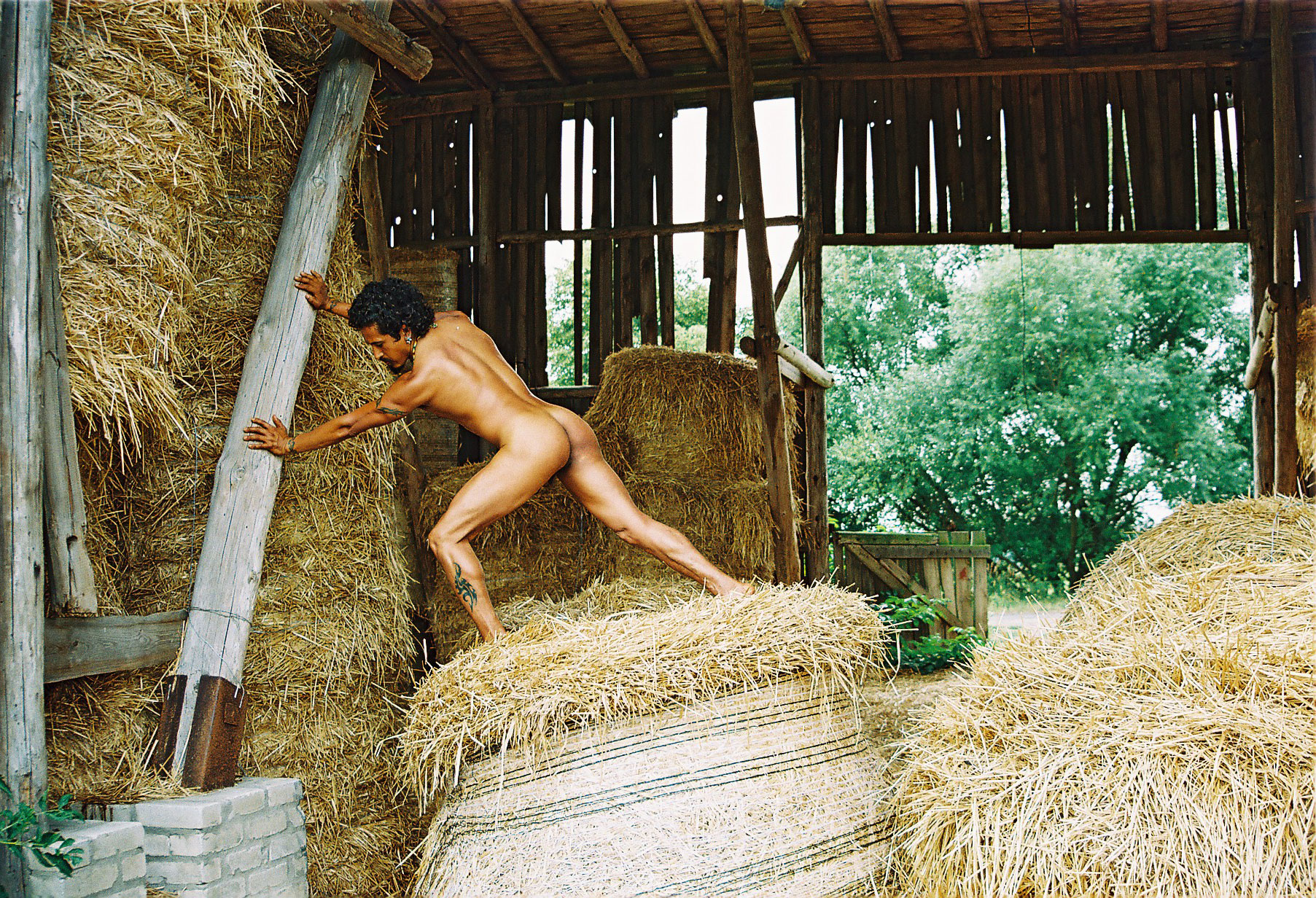
男性裸体
- 奧古斯托·德·盧卡：Nudes, 1980
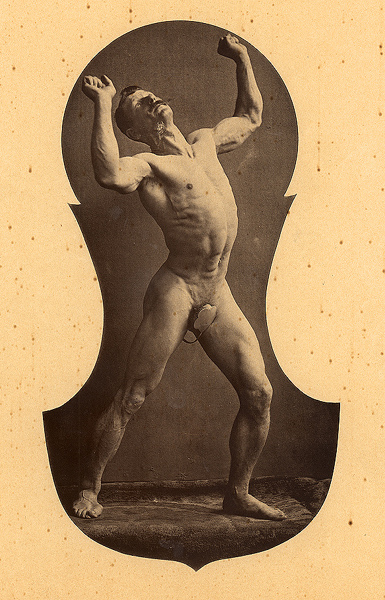
埃米尔·白瓦特（英语：Émile Bayard）, from La nu estetique（1902）
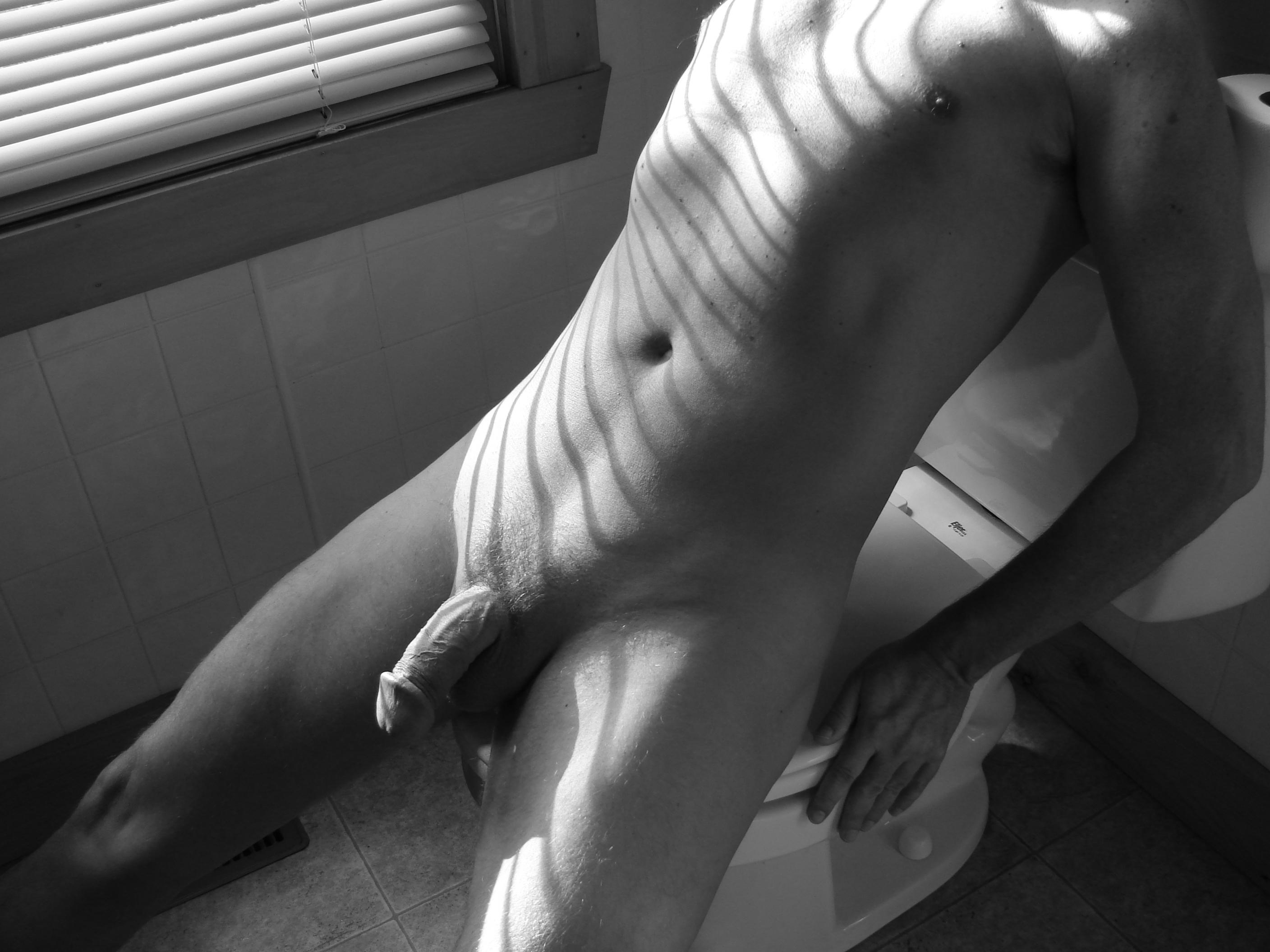
用来解释明暗效果的男性裸体
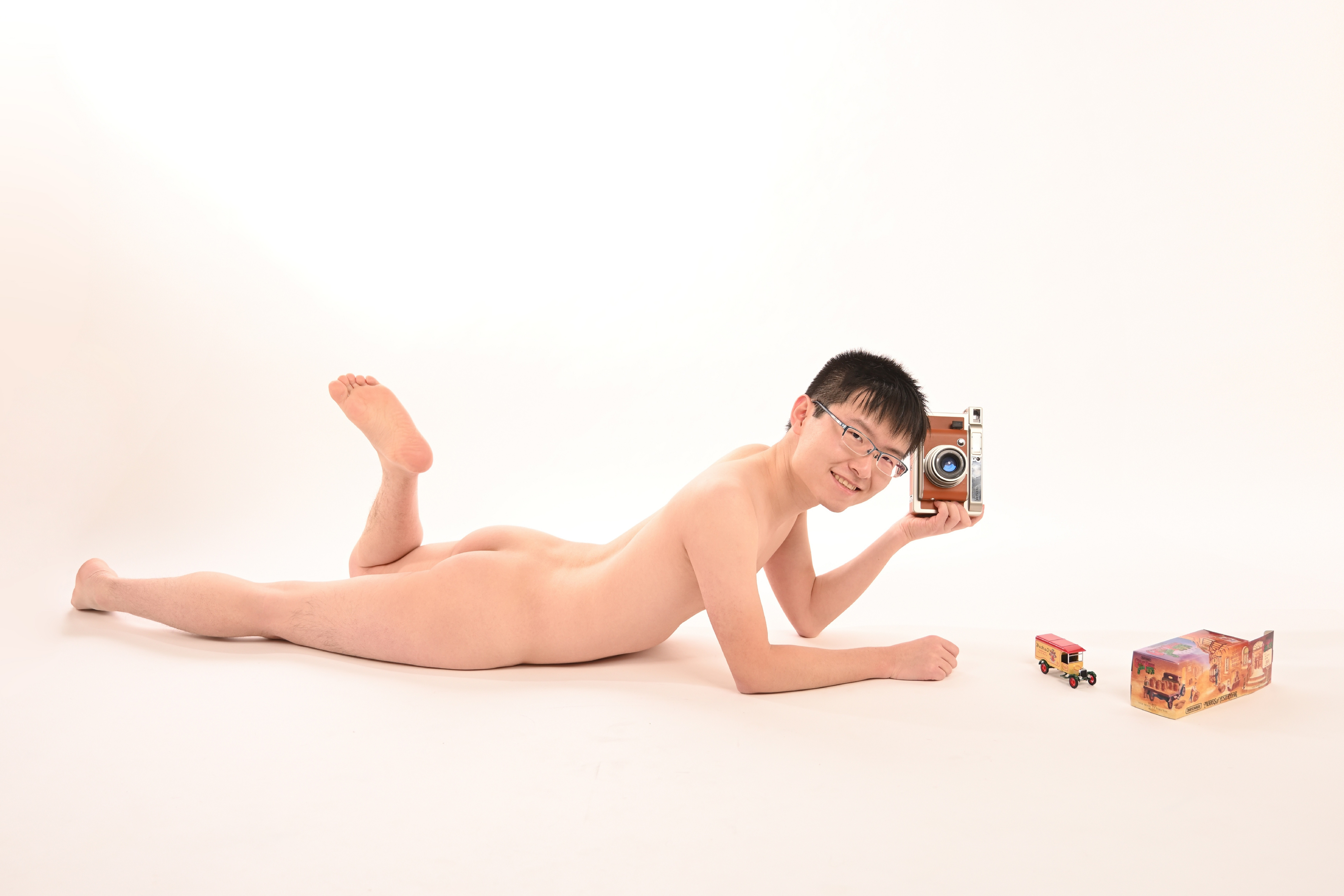
一个年轻男性裸体
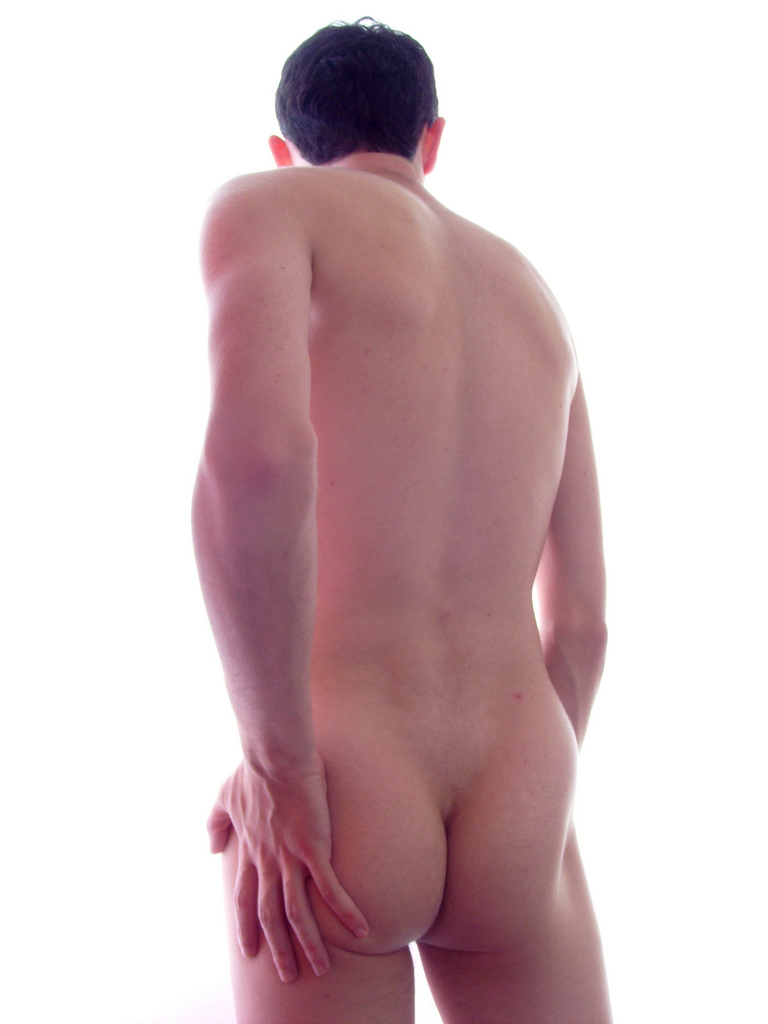
男性裸体
男性裸体 Cosme Madini